# آدامز (ویسکانسین)
آدامز (به انگلیسی: Adams) شهری در شهرستان آدامز ایالت ویسکانسین است که در سال ۱۹۲۶ بنیان‌گذاری شده‌است. این شهر طبق سرشماری سال ۲۰۱۰ میلادی ۱٬۹۶۷ نفر جمعیت داشته‌است.